# Kanton Vercel-Villedieu-le-Camp
Vercel-Villedieu-le-Camp is een voormalig kanton van het Franse departement Doubs. Het kanton maakte sinds januari 2009 deel uit van het arrondissement Pontarlier, daarvoor behoorde het tot het arrondissement Besançon. Het werd opgeheven bij decreet van 25 februari 2014 met uitwerking op 22 maart 2015. Alle gemeentenwerden opgenomen in het nieuwe kanton Valdahon.

## Gemeenten
Het kanton Vercel-Villedieu-le-Camp omvatte de volgende gemeenten:
- Adam-lès-Vercel
- Athose
- Avoudrey
- Belmont
- Bremondans
- Chasnans
- Chaux-lès-Passavant
- Chevigney-lès-Vercel
- Courtetain-et-Salans
- Épenouse
- Épenoy
- Étalans
- Étray
- Eysson
- Fallerans
- Hautepierre-le-Châtelet
- Longechaux
- Longemaison
- Magny-Châtelard
- Nods
- Orsans
- Passonfontaine
- Rantechaux
- Valdahon
- Vanclans
- Vercel-Villedieu-le-Camp (hoofdplaats)
- Vernierfontaine
- Verrières-du-Grosbois